# Alberto Giacometti
Alberto Giacometti (10. října 1901 Borgonovo, Švýcarsko – 11. ledna 1966 Chur, Švýcarsko) byl švýcarský sochař, malíř a grafik, jeden z nejvýznamnějších sochařů 20. století.

## Mládí
Narodil se v Borgonovu, části obce Stampa v italsky mluvící části Švýcarska. Pocházel z uměleckého prostředí. Jeho otec Giovanni Giacometti patřil mezi známé postimpresionistické malíře. Alberto byl nejstarší ze čtyř dětí a byl si velmi blízký se svým podobně starým bratrem Diegem. Už od nejútlejšího dětství měl zájem o umění a navštěvoval výtvarnou školu v Ženevě. V lednu roku 1922 odešel do Paříže, kde studoval u Antoina Bourdelleho. Tam experimentoval s kubismem a surrealismem a stal se jedním z předních surrealistických sochařů. Tři roky po ukončení studia měl svou první velkou výstavu v Salonu des Tuileries v centru Paříže. Mezi jeho spolupracovníky patřili Joan Miró, Max Ernst, Pablo Picasso a Balthus. Mezi lety 1936 a 1940 se soustředil na vyřezávání lidských postav ze dřeva. Koncem roku 1941 Giacometti přesídlil do Ženevy, kde pracoval na zakázkách pro svého bratra Bruna, který byl architektem. V Ženevě se také seznámil s Annette Armovou, která se později stala jeho manželkou.

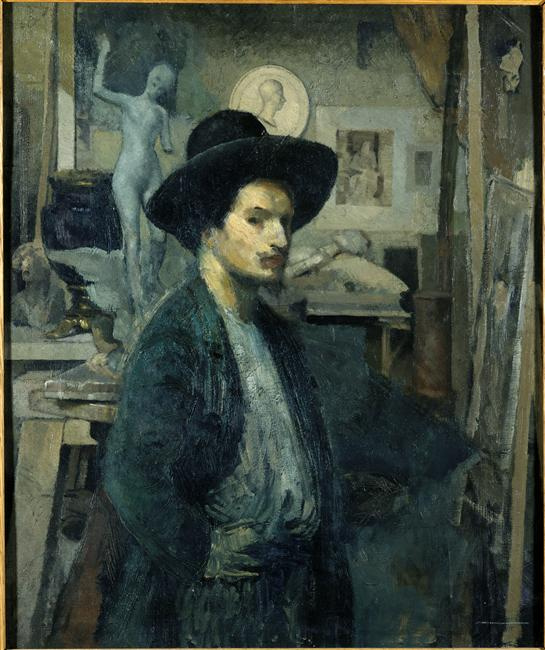
Antoine Bourdelle: autoportrét, roku 1929

## Pozdější roky
V roce 1962 mu byla udělena hlavní cena za sochařství na bienále v Benátkách. Díky této ceně se mu dostalo světového věhlasu. V pozdějších letech byly jeho obrazy vystavovány na řadě světových výstav po celé Evropě. I přes nepříliš dobré zdraví se vydal v roce 1965 do Spojených států, kde se konala výstava jeho prací v newyorském Muzeu moderního umění.
Alberto zemřel v roce 1966 na onemocnění srdce a bronchitidu. Byl pohřben v rodném Borgonovu v blízkosti svých rodičů.

## Tvorba
Giacomettiho tvorba byla ovlivněna Kubismem a Surrealismem, v jeho dílech také představovala velkou roli filosofie a to v podobě existencialismu, fenomenologických úvah a otázky životních podmínek společnosti. Geocometti psal články pro noviny a výstavní katalogy a také zaznamenal řadu svých myšlenek do osobních zápisníků a deníků.
Také malby a kresby byly důležitou součástí umělcovy tvorby. Je známý především svými portréty, avšak v mládí vytvořil i hodně zátiší či krajin. V letech 1920 až 1930 namaloval také několik abstraktních obrazů.
Jeho dílem se detailně zabývala slovenská historička umění Iva Mojžišová.

### Sochy
- Torso, 1926
- Manželé, 1927
- Muž a žena, 1929

### Obrazy
- Autoportrét, 1921
- Manželé, 1926
- Annette, 1962

## Sbírky
Nejrozsáhlejší sbírky Giacomettiho děl jsou v Kunsthausu v Curychu, významné sbírky jsou též v Muzeu moderního umění v New Yorku a ve Fondation Maeght v Saint-Paul-de-Vence.

## Výstavy
- Národní galerie v Praze, Veletržní palác, 18. červenec – 1. prosinec 2019, kurátoři: Julia Tatiana Bailey (NGP), Catherine Grenier (Fondation Giacometti), Serena Bucalo-Mussely (Fondation Giacometti)[3]